# Чајџа
Чајџа (тур. Çayca) је насељено место у округу Кутахија у вилајету Кутахија, Турска. Према попису из 2020. било је 123 становника.
Чајџу настањују Бошњаци, чији су се преци доселили 1893. године из Сарајева у Босни.